# Антоніо Веньєр

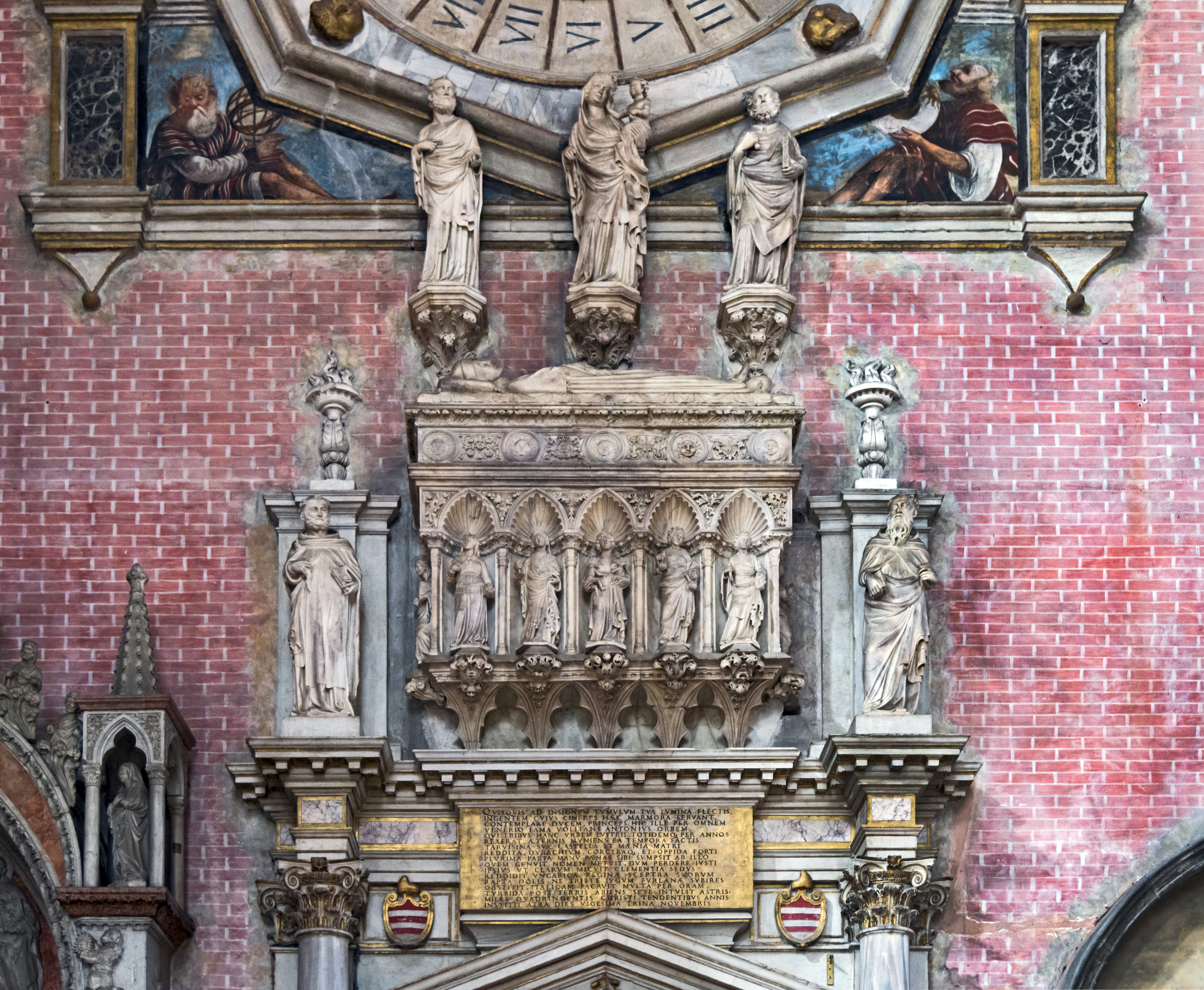
Його могила у Венеції.

Антоніо Веньєр (італ. Antonio Venier) — 62-й венеційський дож у 1382—1400 роках.

## Біографія
Належав до родини, що відоме було з XII ст. Син Нікколо Веньєра. Народився близько 1330 року. Перша згадка про нього відноситься 1368 року, коли обіймав посаду сопракоміто (капітана галдери) на Криті. За переписом 1379 року його статок позначено у 2500 лір.
Відзначився у війні з Генуєю 1378—1381 років. 1380 року призначається очільником та проведитором фортеці і острова Тенедос. 1381 року призначено капітаном військ на Криті.

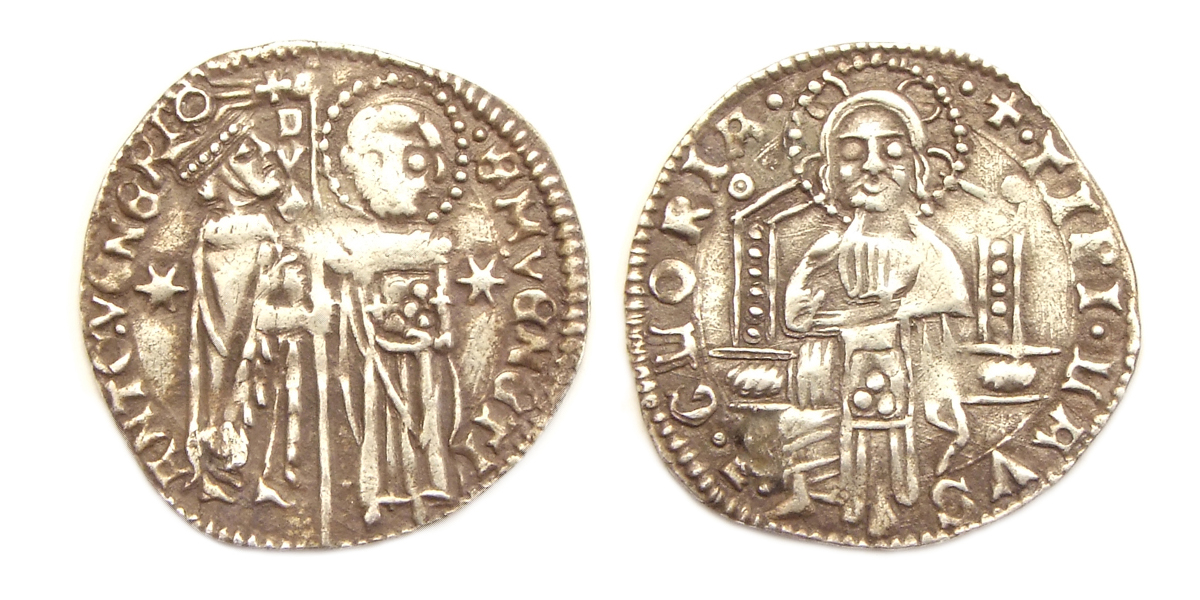
Гроссо Антоніо Веньєра

 21 жовтня 1382 року Веньєр став дожем, на подив усіх і на свій власний, який дізнався про це, перебуваючи на Криті. Прибув до Венеції лише через 3 місяці.

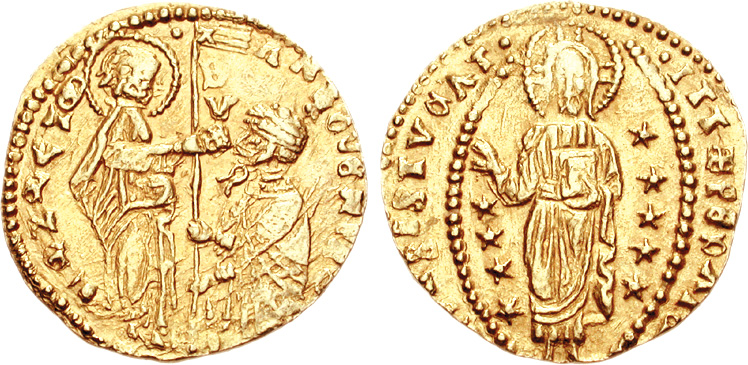
Цехін 1382 року

Насамперед доклав зусилля для відновлення економічного життя після війни. Дож сплатив борги Республіки та відновив торгівлю, що принесло велику користь усьому населенню. Серед виданих ним законів була заборона іноземцям селитися та отримувати дохід у Венеції без дозволу адміністрації. Він передбачав, що громадянство надаватиметься іноземцям лише після 15 років проживання в місті. 
У 1385 році Венеція втягнулася у війну за аквілейську спадщину, підтримавши повстання комуни Удіне проти аквілейського патріарха Філіппа Алансонського, на бік якого став Франческо I да Каррара, сеньйор Падуї. Проте ситуація погіршилося вступив у війну на боці Падуї Джан Галеаццо Вісконті, герцога Мілану. 1387 року Скалігери зазнали поразки, а Філіпп Алансонський залишив Аквілею. 29 травня 1388 року дожу вдалося укласти союз з Вісконті проти Карара. В результаті у листопаді венеційці відвоювали Тревізо та Ченеду. 
1388 року підтримав вирок своєму синові Альвізе за вчинення перелюбу та подальше глузування зі зрадженого чоловіка Джованні далле Бокколе. Коли той важко захворів, батько залишив Альвізе помирати у в'язниці, не давши помилування. Багато хто схвалював цей символ крайньої справедливості та брав його за взірець, інші критикували його, вважаючи надмірністю, гідною радше божевілля, ніж справжньої справедливості. Того ж року дож брав участь в укладанні домовленостей про купівлю в Марії д'Енгієн сеньйорії Аргосу і Навплії. Але морейський деспот Феодор I Палеолог захопив Аргос, який передав Венеції лише у 1394 році в обмін на гарантію притулку деспотові і його родини в разі небезпеки, а також передачу Афінському герцогству Мегар і повернення Морейському деспоатту зайнятого венеційським флотом укріплення Васілопотамон.
1392 року зетський князь Джурадж II Балшич визнав зверхність Венеції. 1394 року помирає Неріо I Аччаюолі, який заповів Афінське герцогство Республіці, але за Афіни вступили у боротьбу Феодор Палеолог й Антоніо I Аччаюолі. З 1395 року венеційці зуміди закріпитися в Афінах, але становище там було непевне. Водночас дож підтримав хрестовий похід проти Османів, надавши флот. Також 1395 року спільно з Балшичами вдалося завоювати міста Скадар і Светі-Срдж, а також Скадарське озеро з островами. 1397 року почалися сутички з османськими військами на Пелопоннесі.
1398 року уклав союз з Франческо I Гонзага, народним капітаном Мантуї, спрямований проти Джан Галеаццо Вісконті, до якого долучилися інші сеньйори Північної Італії. 1399 року дож переконав Франческо II да Каррара, сеньйора Падуї, визнати зверхність Венеції. 1400 року було укладено мир між Вісконті та його ворогами, за яким як посередник Венеція отримала область Полезіне (уздовж річки По).
В останні роки його життя виникли конфлікти між різними угрупованнями міської аристократії. Веньє марно намагався примирити сторони, і ця невдача посприяла підриву його здоров'я. Помер 1400 року. Його було поховано у церкві Сан-Дзаніполо.
Мав синів Альвізе, що помер у в'язниці; Джакомо, який одружився з дочкою Бартоломео Лоредана, Нікколо, чоловіка Петронілли, донькою Леонардо I Токко, пфальцграграфа Кефалонії та Закінфа; Алессандро; доньки: К'яра вийшла заміж за Франческино Леоне; Франческа — за члена родини Габріеле; Вальвіна стала черницею в монастирі Сан-Дзаккарія.